# 伍德福德 (伊利諾伊州)
伍德福德（英語：Woodford）是位於美國伊利諾伊州伍德福德縣的一個非建制地區。該地的面積和人口皆未知。

## 地理
伍德福德的座標為40°50′48″N 89°01′41″W / 40.84667°N 89.02806°W，而該地的平均海拔高度為220米（即722英尺）。